# Krajinoviće
Krajinoviće (izvirno srbsko Крајиновиће) je naselje v Srbiji, ki upravno spada pod Občino Sjenica; slednja pa je del Zlatiborskega upravnega okraja.

## Demografija
V naselju, katerega izvirno (srbsko-cirilično) ime je Крајиновиће, živi 80 polnoletnih prebivalcev, pri čemer je njihova povprečna starost 44,1 let (39,5 pri moških in 49,2 pri ženskah). Naselje ima 31 gospodinjstev, pri čemer je povprečno število članov na gospodinjstvo 2,94.
To naselje je, glede na rezultate popisa iz leta 2002, večinoma srbsko.
|  |

| Demografija | Demografija     | Demografija     |
| Leto        | Št. prebivalcev | Št. prebivalcev |
| ----------- | --------------- | --------------- |
|             |                 |                 |
|             |                 |                 |
|             |                 |                 |
|             |                 |                 |
| 1948        | 171             |                 |
| 1953        | 194             |                 |
| 1961        | 279             |                 |
| 1971        | 270             |                 |
| 1981        | 172             |                 |
| 1991        | 105             | 101             |
| 2002        | 91              | 91              |
|             |                 |                 |

| Etnična sestava po popisu iz leta 2002 | Etnična sestava po popisu iz leta 2002 | Etnična sestava po popisu iz leta 2002 | Etnična sestava po popisu iz leta 2002 | Etnična sestava po popisu iz leta 2002 |
| -------------------------------------- | -------------------------------------- | -------------------------------------- | -------------------------------------- | -------------------------------------- |
| Srbi                                   | Srbi                                   |                                        | 90                                     | 98,90%                                 |
| Črnogorci                              | Črnogorci                              |                                        | 1                                      | 1,09%                                  |
| Neznano                                | Neznano                                |                                        | 0                                      | 0,0%                                   |